# Nuutajärvi (sjö i Urdiala, Birkaland)
Nuutajärvi är en sjö i kommunen Urdiala i landskapet Birkaland i Finland. Sjön ligger 99,8 meter över havet. Arean är 1,93 kvadratkilometer och strandlinjen är 11,22 kilometer lång. Sjön  ingår i Kumo älvs huvudavrinningsområde.   Den ligger omkring 53 km söder om Tammerfors och omkring 120 km nordväst om Helsingfors. 
Nuutajärvi ligger söder om Rutajärvi. Mellan sjöarna ligger orten Notsjö (finska: Nuutajärvi).